# خورخي موريللو
خورخي موريللو (بالإسبانية: Jorge Murillo) (مواليد 7 سبتمبر 1991) هو سبّاح كولومبي، مثّل بلاده في الألعاب الأولمبية الصيفية 2016.

## روابط خارجية
خورخي موريللو على موقع الاتحاد الدولي للسباحة (الإنجليزية)
- خورخي موريللو على موقع أوليمبيديا (الإنجليزية)